# Alexander Igorewitsch Chochlatschow
Alexander Igorewitsch Chochlatschow (russisch Александр Игоревич Хохлачёв; englische Transkription: Alexander Igorevich Khokhlachev; * 9. September 1993 in Moskau) ist ein russischer Eishockeyspieler, der seit Mai 2020 beim HK Awangard Omsk aus der Kontinentalen Hockey-Liga  unter Vertrag steht und dort auf der Position des Stürmers spielt.

## Karriere
Chochlatschow durchlief in seiner Jugendzeit die Kaderschmiede des HK Spartak Moskau. Dort spielte er in der Saison 2009/10 im Alter von 16 Jahren für das Nachwuchsteam MHK Spartak in der Molodjoschnaja Chokkeinaja Liga. In 51 Partien kam er dabei auf 40 Scorerpunkte. Als jüngster Spieler des Teams beendete er die Hauptrunde als Siebter in der teaminternen Scorerwertung. Das Talent des Angreifers war auch den Scouts der Canadian Hockey League nicht verborgen geblieben und so wählten ihn die Windsor Spitfires im Juni 2010 in der ersten Runde des CHL Import Draft 2010 an der 23. Position aus.
Der Russe wechselte im August 2010 schließlich nach Nordamerika und bestritt seine erste OHL-Spielzeit bei den Spitfires. Gleich in seinem Rookiejahr erzielte er 76 Punkte in 67 Spielen. Damit war er hinter Ryan Ellis und Zack Kassian drittbester Scorer des Teams. Seine 34 Saisontore bescherten ihm hinter Tom Kühnhackl den zweiten Platz in der Rangliste des Teams. In den Play-offs erreichte Windsor die dritte Runde, wo sie gegen den späteren Meister Owen Sound Attack ausschieden. Mit 20 Punkten aus 18 Partien war er sechstbester Scorer der gesamten Play-offs und hinter Kühnhackl zweitbester der Spitfires. Im NHL Entry Draft 2011 wurde er im Juni 2011 in der zweiten Runde an 40. Stelle vom amtierenden Stanley-Cup-Sieger Boston Bruins ausgewählt. Diese ließen ihn im September 2011 erstmals an ihrem Trainingslager vor dem Saisonbeginn der National Hockey League teilnehmen.
Im Juli 2012 erhielt Chochlatschow einen NHL-Einstiegsvertrag über drei Jahre Laufzeit von den Bruins, die ihn zunächst zur weiteren spielerischen Entwicklung für ein Jahr an Spartak Moskau aus der Kontinentalen Hockey-Liga ausliehen. Im Januar 2013 kehrte er zu den Spitfires zurück. Ab der Saison 2013/14 spielte Chochlatschow für die Providence Bruins in der AHL und kam während der Spielzeit zu seinem ersten Einsatz in der NHL. In den folgenden zwei Jahren spielte er weiter meist in der AHL für Providence und kam nur zu vereinzelten Partien in der NHL. Im Sommer 2016 kehrte der Russe in seine Heimat und in die KHL zurück.
Dort spielte er zunächst eine Saison für den SKA Sankt Petersburg, mit dem er im Jahr 2017 den Gagarin-Pokal gewann. Anschließend stand er drei Jahre für den HK Spartak Moskau auf dem Eis, bevor Chochlatschow im Mai 2020 zum HK Awangard Omsk wechselte.

### International
Chochlatschow vertrat sein Heimatland Russland erstmals bei der World U-17 Hockey Challenge 2010 in der kanadischen Provinz Ontario. Die Russen verloren dabei im Spiel um die Bronzemedaille gegen Schweden und beendeten das Turnier auf dem vierten Rang. Chochlatschow war mit 13 Scorerpunkten bester Scorer seines Teams und hinter dem US-Amerikaner Rocco Grimaldi zweitbester des gesamten Wettbewerbs. Seine fünf Tore stellten einen Turnierbestwert dar, den er sich mit dem Finnen Joel Armia, dem Schweden Mika Zibanejad und dem US-Amerikaner J. T. Miller teilte. Zudem wurde er ins All-Star-Team des Wettbewerbs berufen. Bei der U20-Junioren-Weltmeisterschaft 2012 in Calgary und Edmonton gehörte der Stürmer abermals zum Kader der Russen und gewann die Silbermedaille.

## Erfolge und Auszeichnungen
| - 2015 Teilnahme am AHL All-Star Classic - 2016 Teilnahme am AHL All-Star Classic - 2017 Gagarin-Pokal-Gewinn und Russischer Meister mit dem SKA Sankt Petersburg | - 2018 KHL-Stürmer des Monats Januar - 2019 Teilnahme am KHL All-Star Game - 2021 Gagarin-Pokal-Gewinn mit HK Awangard Omsk |

### International
- 2010 All-Star-Team der World U-17 Hockey Challenge
- 2010 Bester Torschütze der World U-17 Hockey Challenge (gemeinsam mit Joel Armia, Mika Zibanejad und J. T. Miller)
- 2012 Silbermedaille bei der U20-Junioren-Weltmeisterschaft
- 2013 Bronzemedaille bei der U20-Junioren-Weltmeisterschaft

## Karrierestatistik
Stand: Ende der Saison 2019/20

### International
Vertrat Russland bei:
- World U-17 Hockey Challenge 2010
- U20-Junioren-Weltmeisterschaft 2012
- U20-Junioren-Weltmeisterschaft 2013

(Legende zur Spielerstatistik: Sp oder GP = absolvierte Spiele; T oder G = erzielte Tore; V oder A = erzielte Assists; Pkt oder Pts = erzielte Scorerpunkte; SM oder PIM = erhaltene Strafminuten; +/− = Plus/Minus-Bilanz; PP = erzielte Überzahltore; SH = erzielte Unterzahltore; GW = erzielte Siegtore; 1 Play-downs/Relegation; Kursiv: Statistik nicht vollständig)